# Богданове Перше
Богда́нове Перше (в минулому — Новий Страсбург) — село в Україні, у Захарівській селищній громаді Роздільнянського району Одеської області. Населення становить 0 осіб.
До 17 липня 2020 року було підпорядковане Захарівському району, який був ліквідований.

## Населення
Згідно з переписом 1989 року населення села становило 45 осіб, з яких 24 чоловіки та 21 жінка.
За переписом населення 2001 року в селі мешкали 33 особи.

### Мова
Розподіл населення за рідною мовою за даними перепису 2001 року:
| Мова       | Відсоток |
| ---------- | -------- |
| українська | 63,64 %  |
| молдовська | 36,36 %  |

## Історія
Згадується за назвою Богданівка (Шетри) на картах Шуберта 1860-х років. В середині XX-го століття до його складу було включене розташоване поруч село Олександрівка (Маслякове).
Незаселене з другої половини 2000-х років. До 2018 року біля села діяло сільгосппідприємство.